# The Morning Show
The Morning Show (também conhecido como Morning Wars na Austrália) é uma série de televisão americana de drama estrelada por Jennifer Aniston, Reese Witherspoon e Steve Carell, que estreou na Apple TV+ em 1 de novembro de 2019. Em junho de 2021, a série foi renovada para uma segunda temporada, lançada em 17 de setembro de 2021.
A série é inspirada no livro Top of the Morning: Inside the Cutthroat World of Morning TV do jornalista Brian Stelter.

## Premissa
Alex Levy âncora do The Morning Show, um popular programa de notícias transmitido de Manhattan que tem excelentes classificações na TV e parece ter mudado a cara da televisão americana.
Depois que seu parceiro de 15 anos, Mitch Kessler, é demitido em meio a um escândalo de má conduta sexual, Alex luta para manter seu emprego como principal âncora de notícias, provocando uma rivalidade com Bradley Jackson, uma repórter de campo casual cuja série de decisões impulsivas a leva a um novo mundo do jornalismo de TV.

## Elenco e personagens

### Principais
- Jennifer Aniston como Alex Levy, co-apresentador do The Morning Show da UBA
- Reese Witherspoon como Bradley Jackson, um repórter de campo que virou co-anfitrião do The Morning Show
- Steve Carell como Mitch Kessler, o co-apresentador demitido recentemente do The Morning Show
- Billy Crudup como Cory Ellison, executivo da UBA da divisão de entretenimento da rede que recentemente assumiu as operações de notícias
- Mark Duplass como Charlie "Chip" Black, produtor executivo do The Morning Show
- Gugu Mbatha-Raw como Hannah Shoenfeld, principal contratadora de talentos do The Morning Show
- Nestor Carbonell como Yanko Flores, meteorologista do The Morning Show
- Karen Pittman como Mia Jordan, produtora do The Morning Show
- Bel Powley como Claire Canway, assistente de produção do The Morning Show
- Desean K. Terry como Daniel Henderson, o co-apresentador da edição de fim de semana do The Morning Show, que está de olho na cadeira do apresentador durante a semana
- Jack Davenport como Jason Craig, marido Alex, de quem ela é secretamente separada
- Julianna Margulies como Laura Peterson (segunda temporada)
- Greta Lee como Stella Bak (segunda temporada)
- Ruairi O'Connor como Ty Burton (segunda temporada)

### Recorrente
- Tom Irwin como Fred Micklen, presidente da UBA
- Victoria Tate como Rena Robinson
- Janina Gavankar como Alison Namazi, a co-apresentadora de Daniel na edição de fim de semana do The Morning Show
- Shari Belafonte como Julia
- Joe Marinelli como Donny Spagnoli
- Katherine Ko como Dhillon Reece-Smith
- Ian Gomez como Greg
- Augustus Prew como Sean
- Amber Friendly como Layla Bell
- Eli Bildner como Joel Rapkin
- Hannah Leder como Isabella
- Marcia Gay Harden como Maggie Brener
- Andrea Bendewald como Valérie
- Michelle Meredith como Lindsey Sherman
- David Magidoff como Nicky Brooks
- Joe Pacheco como Bart Daley
- Kate Vernon como Geneva Micklen
- Oona Roche como Lizzy Craig
- Joe Tippett como Hal Jackson
- Roman Mitichyan como Sam Rudo
- Mindy Kaling como Audra
- Adina Porter como Sarah Graveler
- Brett Butler como Sandy Jackson
- Philip Anthony-Rodriguez como Gabriel
- Holland Taylor como Cybil Richards (segunda temporada)
- Hasan Minhaj como Eric Nomani (segunda temporada)
- Tara Karsian como Gayle Berman (segunda temporada)
- Katie Aselton (segunda temporada)
- Valeria Golino como Paola Lambruschini (segunda temporada)

### Convidados

#### 1ª Temporada
- Fred Melamed como Neal Altman
- Ahna O'Reilly como Ashley Brown
- Natalia Warner como Cecily
- Mark Harelik como Richard
- Markus Flanagan como Gerald
- Embeth Davidtz como Paige Kessler
- Martin Short como Dick Lundry[7]
- Andrew Leeds como Alan
- John Marshall Jones como Noah
- Zuri Hall como ela mesma
- Kelly Clarkson como ela mesma
- Kelly Sullivancomo Vicki Manderly
- David Morse como Mr. Jackson
- Julian Morris como Andrew
- Cheyenne Jackson como Ele mesmo
- Robert Cicchini como Robert
- Mike O'Malley como Tim Eavers
- Romy Rosemont como Sheila Lutkin
- Brian Bowen Smith como fotógrafo
- Paul Guilfoyle como Reid
- Ethan Cohn como Jared
- Dana Davis como Christine
- Maria Sharapova como ela mesma
- Hayes MacArthur como Marlon Tate

## Episódios
| Temporada | Temporada | Episódios | Episódios | Originalmente lançado  | Originalmente lançado  |
| Temporada | Temporada | Episódios | Episódios | Estreia da temporada   | Final da temporada     |
| --------- | --------- | --------- | --------- | ---------------------- | ---------------------- |
|           | 1         | 10        | 10        | 1 de novembro de 2019  | 20 de dezembro de 2019 |
|           | 2         | 10        | 10        | 17 de setembro de 2021 | 19 de novembro de 2021 |

### 1.ª temporada (2019)
| N.º na série | N.º na temp. | Título | Dirigido por  | Escrito por                                                      | Lançamento             |
| --- | ------------ | --- | ------------- | ---------------------------------------------------------------- | ---------------------- |
| 1 | 1            | "In the Dark Night of the Soul It’s Always 3:30 in the Morning" "(Na Noite Profunda e Escura da Alma São Sempre Três e Meia da Manhã)" (BR) | Mimi Leder    | Kerry Ehrin & Jay Carson                                         | 1 de novembro de 2019  |
| The Morning Show, um popular programa de notícias e entrevistas matinais, é jogado no caos quando o co-apresentador Mitch Kessler é demitido em meio a alegações de assédio sexual. A colega âncora Alex Levy fica furiosa com Mitch e a rede por mantê-la no escuro e depois se encontra com Mitch, que revela os planos da rede em substituí-la. Em outro lugar, a nova repórter conservadora Bradley Jackson se torna uma sensação viral depois que um vídeo de sua verificação com raiva de um manifestante de uma mina de carvão é publicado nas mídias sociais. Bradley sai após um confronto com seu chefe e depois de uma discussão com sua família, é convidada a aparecer no The Morning Show para uma entrevista. Alex, que é cético em relação à alegação de Bradley de que não tinha conhecimento de ser filmada, pressiona-a durante a entrevista, que Bradley consegue passar. Cory Ellison, chefe da rede, liga mais tarde para Bradley e pede para encontrá-la para que eles possam discutir seu futuro. |              | |               |                                                                  |                        |
| 2 | 2            | "A Seat at the Table" "(Um Lugar à Mesa)" (BR)                                                                                              | Mimi Leder    | História por: Kerry Ehrin & Jay Carson Teleplay por: Kerry Ehrin | 1 de novembro de 2019  |
| Cory organiza uma reunião para Bradley com o produtor executivo do programa, Chip Black. Sua atitude desdenhosa desencadeia Bradley, deixando-a com certeza de que ela arruinou sua oportunidade. No meio das negociações do contrato e sabendo que a rede precisa dela para estabilizar o programa após a partida de Mitch, Alex tenta aproveitar a situação para obter todas as suas demandas, incluindo a aprovação do co-apresentador. Cory convida Bradley involuntariamente para um evento em homenagem a Alex e senta as mulheres próximas uma da outra. Cory zomba da demanda de Alex por aprovação do co-apresentador e a chama de blefe quando ameaça sair do programa. Durante seu discurso, Alex anuncia Bradley chocada como sua nova co-apresentadora. |              | |               |                                                                  |                        |
| 3 | 3            | "Chaos Is the New Cocaine" "(O Caos é a Nova Droga)" (BR)                                                                                   | David Frankel | Erica Lipez                                                      | 1 de novembro de 2019  |
| Os funcionários do The Morning Show estão tumultuados com o anúncio. Alex disse à imprensa que Bradley vai estrear na segunda-feira seguinte, assim como a equipe se prepara para trabalhar o fim de semana inteiro para prepará-la, Alex chega para afirmar algum controle sobre os procedimentos. Enquanto isso, Bradley frustrada nem sequer decidiu se ela aceitará o trabalho. Chip pede que Mia Jordan seja a produtora de Bradley e a anuncia na posição antes que ele a ofereça. Forçado a concordar com o anúncio de Alex ou perder a cara, o chefe da rede Fred Micklen está furioso, mas Cory vê Bradley como uma oportunidade de reinventar o programa e eventualmente se livrar de Alex. Bradley está descontente com seus testes iniciais de guarda-roupa e câmera, então ela desafia a cópia que Mia está lhe fornecendo e dispensa as roupas escolhidas por Alex. Fred convoca Alex para espancá-la na frente de uma sala de executivos da rede, mas ela informa que ele perdeu o poder sobre o programa há muito tempo, e a partir de agora eles farão as coisas do seu jeito. |              | |               |                                                                  |                        |
| 4 | 4            | "That Woman" "(Aquela Mulher)" (BR) | Lynn Shelton  | Adam Milch                                                       | 8 de novembro de 2019  |
| Bradley faz sua estréia no The Morning Show, mas, irritada com a personalidade roteirizada que o programa lhe deu, acaba mencionando suas lutas pessoais na adolescência, incluindo o aborto. Essa revelação incita polêmica e enfurece Fred, mas também estimula o público mais jovem e pró-escolha. Alex está convencido de dar a Bradley a entrevista com um dos acusadores de Mitch, mas Bradley sai do roteiro e o acusador revela mais do que os produtores haviam planejado. Enquanto isso, uma investigação é iniciada por recursos humanos sobre a conduta de Mitch, com a maioria da equipe oferecendo seu apoio e negando conhecimento de sua má conduta sexual. Alex começa a sentir inveja profissional enquanto os EUA abraçam Bradley e os índices aumentam. |              | |               |                                                                  |                        |
| 5 | 5            | "No One's Gonna Harm You, Not While I'm Around" "(Ninguém Vai Lhe Machucar)" (BR)                                                           | David Frankel | Torrey Speer                                                     | 15 de novembro de 2019 |
| O The Morning Show se prepara para uma história do The New York Times sobre o comportamento de Mitch, levando-o a deixar o estúdio e implorar aos seus ex-colegas de trabalho que falem em defesa dele. Quando o fim de semana chega, Alex organiza um evento de caridade que aparentemente vai bem e, no entanto, ela fica impressionada com a conversa sobre o sucesso de Bradley e a proposta de Cory de que eles colaborem, levando-a a procurar consolo em Mitch. Bradley tenta se relacionar com seus colegas de trabalho saindo para comemorar o aniversário de Claire em um bar apenas para a noite esquentar, enquanto as conversas finalmente se voltam para Mitch e Bradley recebe uma ligação de seu pai. Quando a história do Times chega, Mitch fica furioso porque Fred o jogou sob o ônibus e promete derrubá-lo. |              | |               |                                                                  |                        |
| 6 | 6            | "The Pendulum Swings" "(O Pêndulo Balança)" (BR)                                                                                            | Tucker Gates  | Kristen Layden                                                   | 22 de novembro de 2019 |
| O The Morning Show viaja para a Califórnia para cobrir os incêndios que envolvem o estado. Alex luta dentro e fora da tela, porque ela ainda está com raiva de Bradley por acusá-la de cobrir Mitch e fica arrasada com a decisão de Jason de se divorciar oficialmente. Depois de derreter na tela, ela é confortada por Bradley e os dois se reconciliam quando Alex se abre sobre o divórcio e Bradley fala sobre seu pai alcoólatra. Temendo por seu trabalho, Chip sugere que ele poderia ser um aliado em ajudar Cory a assumir o comando de Fred, levando Cory a sugerir que ele só o procuraria quando tivesse muito trabalho com Fred. Hannah dá a Claire conselhos profissionais, o que leva Claire a fazer lobby com sucesso em Bradley para uma posição como assistente. Mais tarde, Hannah a pega entrando furtivamente no quarto de Yanko para comemorar. |              | |               |                                                                  |                        |
| 7 | 7            | "Open Waters" "(Mar Aberto)" (BR) | Roxann Dawson | Jeff Augustin                                                    | 29 de novembro de 2019 |
| Alex e Jason anunciam à filha, Lizzy, que eles estão se divorciando, levando-a a culpar Alex por priorizar seu trabalho sobre a família. A equipe de relações públicas de Alex avisa que as notícias do divórcio podem prejudicar sua carreira, fazendo com que ela se apoie em Bradley em busca de apoio. Yanko e Claire são chamados ao RH e decidem se manter limpos sobre seu relacionamento, uma decisão que alivia Yanko, mas deixa Claire se perguntando se seu trabalho está em risco. Depois que uma observação inadequada sobre Mia leva um membro da equipe de produção a ser demitido por Chip, Mia sofre um colapso e confirma para todo o estúdio que ela estava envolvida com Mitch. Bradley contempla uma oferta de Mitch sobre entrevistá-lo no ar para revelar que a rede estava envolvida em cobri-lo. Depois que ele promete que pode obter uma testemunha para corroborar sua história, ele se volta para Hannah, que acredita ter trocado favores sexuais por uma promoção dele. |              | |               |                                                                  |                        |
| 8 | 8            | "Lonely at the Top" "(A Solidão no Topo)" (BR)                                                                                              | Kevin Bray    | Erica Lipez & Ali Vingiano                                       | 6 de dezembro de 2019  |
| Em 2017, Mitch enfatiza a mudança de 50 anos. Agora que seu caso com Mia terminou recentemente, Mitch mandou Chip removê-la de sua equipe e colocá-la com Alex, que a rede está considerando substituir devido aos números de probabilidade de tanques. O elenco e a equipe do The Morning Show surpreendem Mitch com uma enorme festa de aniversário no estúdio onde Claire conhece o meteorologista Yanko pela primeira vez. Enquanto a festa termina, Hannah começa a ouvir relatos das filmagens de 2017 em Las Vegas quebrando o Twitter. Mitch e Alex viajam para Las Vegas para cobrir as filmagens, com Mitch pedindo a Chip que traga Hannah, que ainda é apenas uma reserva júnior, junto com a equipe. Alex e Mitch lutam emocionalmente com a reportagem. Quando Mitch não consegue dormir, dirige-se a um memorial e encontra Hannah. Levando-a para o quarto de hotel, Mitch ataca Hannah, que fica chocada e paralisa a cena. De volta a Nova York, Hannah invade o escritório de Fred, que a interrompe antes que ela possa relatar o incidente e a promove como chefe de reservas para comprar seu silêncio.                                                                                              |              | |               |                                                                  |                        |
| 9 | 9            | "Play the Queen" "(Jogue a Rainha)" (BR) | Kevin Bray    | Erica Lipez & Ali Vingiano                                       | 13 de dezembro de 2019 |
| Bradley revela a Alex que ela quer ir adiante com entrevistar Mitch para derrubar Fred. Depois que Alex leva as notícias mal, as duas mulheres começam a trabalhar nos bastidores para conseguir o que querem, com Bradley indo a Cory para apoio, enquanto Alex secretamente se aproxima de Fred para elaborar um plano para se livrar de Bradley. Hannah revelou a Claire que foi ela quem as denunciou ao RH, fazendo com que elas se desentendessem e Claire declarando alto seu amor por Yanko. A tensão do escrutínio público, no entanto, prova ser demais para Claire e ela termina com ele. Hannah confronta Mitch sobre o quão impotente ela se sentiu durante o encontro sexual apenas para ele repreendê-la por sua ingenuidade. Hannah relutantemente concorda em corroborar como Fred permitiu sua promoção, mas anonimamente. Um Chip de coração partido que descobriu que Alex estava disposto a se livrar dele como parte de um pacto com Fred concorda em ajudar Cory e Bradley a produzir a entrevista com Mitch. |              | |               |                                                                  |                        |
| 10 | 10           | "The Interview" "(A Entrevista)" (BR) | Mimi Leder    | Kerry Ehrin                                                      | 20 de dezembro de 2019 |
| Depois que Mitch revela que Hannah corrobora seu "lado da história", Bradley se encontra com Hannah. Durante esta reunião, Hannah desmorona enquanto tenta manter a compostura. Uma relutante Hannah diz a Bradley para fazer o que ela gostaria de fazer, apenas mantenha seu anonimato, pois a UBA lhe ofereceu um emprego de produtora em Los Angeles. Ciente de que os movimentos estão sendo feitos nos bastidores expor sua tolerância sexual, Fred concede a Alex a aprovação do co-apresentador, a fim de obter seu apoio na demissão de Chip. Chip pressiona Bradley a contrabandear Mitch para o The Morning Show para fazer a entrevista ao vivo e no ar, deixando que ela saiba que ele foi demitido e que eles precisam agir em breve. Claire, tentando fazer as pazes com Hannah, aparece em seu apartamento e descobre que Hannah está morta de overdose. As notícias de sua morte chocam a todos, resultando em Bradley cancelando a entrevista e uma briga entre Chip e Mitch. Enquanto está no ar, Alex se encaixa e, juntamente com Bradley, expõe Fred e UBA por seu conhecimento de má conduta sexual e criação de uma cultura tóxica. O feed é cortado, pois Bradley incentiva mais pessoas a falar. |              | |               |                                                                  |                        |

### 2.ª temporada (2021)
| N.º na série | N.º na temp. | Título                                            | Dirigido por        | Escrito por                          | Lançamento             |
| ------------ | ------------ | ------------------------------------------------- | ------------------- | ------------------------------------ | ---------------------- |
| 11           | 1            | "My Least Favorite Year" "Meu Ano Menos Favorito" | Mimi Leder          | Erica Lipez & Adam Milch Kerry Ehrin | 17 de setembro de 2021 |
| 12           | 2            | "It’s Like The Flu" "É como ter gripe"            | Mimi Leder          | Torrey Speer & Kristen Layden        | 24 de setembro de 2021 |
| 13           | 3            | "Laura"                                           | Lesli Linka Glatter | Brian Chamberlayne & Jeff Augustin   | 1 de outubro de 2021   |
| 14           | 4            | "Kill the Fatted Calf" "É Hora de Comemorar"      | Jessica Yu          | Ali Vingiano & Scott Troy            | 8 de outubro de 2021   |
| 15           | 5            | "Ghosts" "Fantasmas"                              | Tucker Gates        | Erica Lipez & Adam Milch             | 15 de outubro de 2021  |
| 16           | 6            | "A Private Person" "Uma Pessoa Reservada"         | Rachel Morrison     | Torrey Speer & Stacy Osei-Kuffour    | 22 de outubro de 2021  |
| 17           | 7            | "La Amara Vita"                                   | Mimi Leder          | Kerry Ehrin & Scott Troy             | 29 de outubro de 2021  |
| 18           | 8            | "Confirmations" "Confirmações"                    | Victoria Mahoney    | Brian Chamberlayne & Ali Vingiano    | 5 de novembro de 2021  |
| 19           | 9            | "Testimony" "Testemunho"                          | Miguel Arteta       | Scott Troy & Justin Matthews         | 12 de novembro de 2021 |
| 20           | 10           | "Fever" "Febre"                                   | Mimi Leder          | Kerry Ehrin                          | 19 de novembro de 2021 |

## Produção

### Desenvolvimento
Em 8 de novembro de 2017, foi anunciado que a Apple havia encomendado à produção um pedido de série que consistia em duas temporadas de dez episódios cada. A série deve ser produzida por Jennifer Aniston, Reese Witherspoon, Jay Carson e Michael Ellenberg. Carson era esperado para atuar como escritor e showrunner da série também. As empresas de produção envolvidas com a série devem incluir Media Res, Echo Films e Hello Sunshine.Em 4 de abril de 2018, foi anunciado que Carson havia deixado a produção por diferenças criativas. Ele foi substituído como produtor executivo e showrunner por Kerry Ehrin. Em 11 de julho de 2018, foi relatado que Mimi Leder atuaria como diretora e produtora executiva da série. Em 23 de outubro de 2018, foi relatado que Kristin Hahn e Lauren Levy Neustadter serviriam como produtores executivos adicionais para a série.
O programa custou 15 milhões de dólares por episódio, com Aniston e Witherspoon ganhando 2 milhões de dólares por episódio, sem incluir taxas de produção e pontos de propriedade.

### Elenco
Juntamente com o anúncio inicial da série, foi confirmado que Aniston e Witherspoon haviam sido escalados para os papéis principais da série. Em outubro de 2018, foi anunciado que Steve Carell, Gugu Mbatha-Raw, Billy Crudup, Nestor Carbonell e Mark Duplass haviam sido escalados para papéis regulares da série.Em 7 de novembro de 2018, foi relatado que Bel Powley, Karen Pittman e Desean Terry haviam se juntado ao elenco principal da série.
Em 9 de outubro de 2020, Greta Lee e Ruairi O'Connor se juntaram oficialmente à segunda temporada como personagens regulares. Em 13 de novembro de 2020, Hasan Minhaj também foi anunciado como um novo membro do elenco. Em 3 de dezembro de 2020, Julianna Margulies anunciou que havia entrado para segunda temporada da série.

### Filmagens
A fotografia principal da primeira temporada começou em 31 de outubro de 2018, no James Oviatt Building em Los Angeles, Califórnia. As filmagens continuaram em Los Angeles até o início das filmagens em Nova York, em 9 de maio de 2019. As filmagens da primeira temporada também terminaram em maio de 2019, após sete meses de filmagens.
A produção na segunda temporada começou em 24 de fevereiro de 2020. Em 12 de março de 2020, a Apple TV+ interrompeu a produção da série devido à pandemia de COVID-19.

## Lançamento
Após o Evento Especial da Apple de 25 de março de 2019, Witherspoon anunciou no Instagram que a série estrearia no outono de 2019.  
A série estreou na Apple TV+ em 1 de novembro de 2019.

### Marketing
Durante o evento especial da Apple, um teaser trailer foi lançado com imagens da série, bem como imagens de outras séries originais programadas para estrear na Apple TV+. Além disso, Aniston, Witherspoon e Carell estavam no evento para provocar a série.
Em 12 de agosto de 2019, a Apple lançou um primeiro trailer da série. Também foi revelado que a série será intitulada Morning Wars na Austrália, a fim de distinguir a série do talk show matutino australiano de mesmo nome. Em 19 de agosto de 2019, a Apple lançou um trailer completo da série. 

## Recepção da crítica
O site Rotten Tomatoes deu para a série um índice de de 63% de aprovação dos críticos e com uma classificação média de 5,66/10 baseado em 96 comentários. O consenso crítico do site disse: "Extravagante, mas um tanto frívolo, o The Morning Show costuma parecer mais um projeto de vaidade do que o drama contundente que aspira a ser - mas há um prazer em assistir Jennifer Aniston e Reese Witherspoon dando-o tudo delas." O Metacritic,  que usa uma média ponderada, atribuiu uma pontuação de 61/100 com base em comentários de 35 críticos, o que indica "críticas geralmente favoráveis".
Richard Roeper, do Chicago Sun-Times, fez uma crítica positiva e escreveu: "The Morning Show não tem a gravidade cinematográfica da série showtime The Loudest Voice ou a poesia de Aaron Sorkin da The Newsroom da HBO. É mais sólida do que a série de TV Sports Night, sem sucesso, no final dos anos 90."

## Prêmios e indicações
| Ano  | Prêmio                            | Categoria                                                   | Indicado          | Resultado | Ref.   |
| ---- | --------------------------------- | ----------------------------------------------------------- | ----------------- | --------- | ------ |
| 2020 | Golden Globe Awards               | Best Television Series – Drama                              | The Morning Show  | Indicado  | [ 28 ] |
| 2020 | Golden Globe Awards               | Best Actress – Television Series Drama                      | Jennifer Aniston  | Indicado  | [ 28 ] |
| 2020 | Golden Globe Awards               | Best Actress – Television Series Drama                      | Reese Witherspoon | Indicado  | [ 28 ] |
| 2020 | Critics' Choice Television Awards | Best Supporting Actor in a Drama Series                     | Billy Crudup      | Venceu    | [ 29 ] |
| 2020 | Screen Actors Guild Awards        | Outstanding Performance by a Female Actor in a Drama Series | Jennifer Aniston  | Venceu    | [ 30 ] |
| 2020 | Screen Actors Guild Awards        | Outstanding Performance by a Male Actor in a Drama Series   | Steve Carell      | Indicado  | [ 30 ] |
| 2020 | Screen Actors Guild Awards        | Outstanding Performance by a Male Actor in a Drama Series   | Billy Crudup      | Indicado  | [ 30 ] |